# 정찰위성

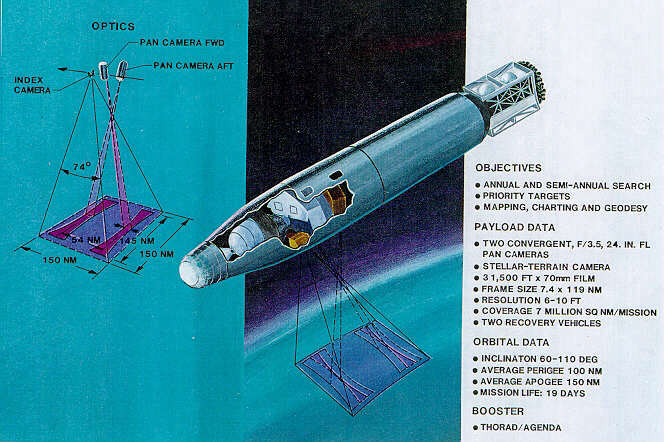
미국의 정찰위성 KH-4B의 구조도

정찰위성(偵察衛星)은 광학 기기 및 전파 등을 이용하는 군사위성이다.
핵시설이나 미사일 발사기지 등 군사시설을 정찰하기 위해 저고도로 목적지 상공을 선회하면서 사진을 촬영해 데이터를 전송한다. 화상 등의 정보수집과 상공에서 사진촬영을 하여 조사하는 정찰 외에 적외선탐지, 전자정찰, 군사통신, 기상관측 등도 가능하다.

## 종류
정찰위성은 궤도와 역할, 송수신 방식에 따라 구분된다.

### 광학정찰위성
광학정찰위성은 지구 저궤도를 선회하면서 고성능 카메라로 촬영하는 위성이다.
과거에는 필름 사진기가 필름을 캡슐에 담아 낙하시켜 사진을 회수하는 방식을 사용하였지만, 현재는 디지털 영상 처리기술이 발달하게 되면서 캡슐을 낙하시키는 방식은 더 이상 쓰이지 않는다.
초창기 광학정찰위성은 수명이 일주일이 채 되지 않았지만 현재는 3~5년 정도의 수명을 가진다.

### DSP 위성
DSP위성은 정지궤도에서 운용하는 위성으로, 적외선 센서를 이용한다.
정지궤도 위성이기 때문에 보통 일정한 간격을 두고 여러 기를 배치하며, 미국의 SDI(Strategic Defense Initiative) 프로젝트의 산물로 소련의 대륙간 탄도미사일 발사를 감시하는 역할을 맡았다.
현재는 MD(Missile Defense) 체계의 일부분으로 세계의 다양한 미사일 발사를 감시하고 있다.
처음에는 미사일 추진체가 내는 열과 빛을 적외선 센서가 감시하는 방법을 사용했으나, 발전소의 열이나 산에 반사된 햇빛을 잘못 인식하여 적국의 탄도미사일 발사로 오해하는 일이 생기자 로켓이 연소될 때 생기는 이산화탄소나 대기 중 비행운으로 인한 수증기 변화를 감지하는 방법을 같이 사용하게 되었다.

### SAR 위성
SAR(Synthetic Aperture Radar) 위성은 마이크로파를 사용하여 구름, 눈, 안개를 통과할 수 있으므로 기상 조건에 상관없이 주야 모두 광범위한 지역에 대한 고화질 영상을 얻을 수 있다.
안테나를 통해 마이크로파를 입사시켜 물체로부터 후방 산란된 신호를 포착하면 2차원적인 영상을 얻는 방식이다.
물 표면 작용을 분석 가능해 해양 연구에도 이용되며, 지형 구조나 토양의 수분 함량 정보를 얻을 수 있다.
이러한 특징 때문에 2000년대 이후로 세계 각국에서 빙하 감소, 화산, 지진 등을 관측해 지표의 변화를 측정하였으며, 이는 SAR 특유의 간섭기법으로 가능했다.
1967년 미국에서 파나마 지질조사를 위해 처음 사용되었으며, 1970년대에는 항공기에 탑재가 가능한 고성능 SAR이 개발되었다.
우리나라도 2011년 아리랑 5호에 SAR을 탑재할 계획을 가지고 있었으나 개발이 지연되어 2012년에 발사했다.

### 감청위성
감청위성은 적국의 통신을 도감청하는 위성이다. 보통 수km에 달하는 와이어 안테나를 늘어뜨리고 적국의 통신을 감청하는 수법을 쓴다.
1960년대부터 에셜론 프로젝트라는 이름으로 본격적으로 개발되기 시작했다.

## 세계 각국의 영상정찰위성 발전사
미국의 영상정찰위성은 코로나/디스커버러(KH-1~KH-4) 시리즈로 시작됐다. 그리고 지역조사를 목적으로 하는 KH-9 빅버드와 정밀관측을 목적으로 하는 KH-11로 발전했다. 1958년 2월 아이젠하워 대통령은 필름회수용 정찰위성시스템의 개발책임을 중앙정보국(CIA)에 주었다. 1960년 5월 1일 중앙정보국의 U-2기가 옛 소련에 의해 격추되자, 미국은 옛 소련의 전략무기시스템과 무기기지를 감시할 필요성이 더욱 증가하여 그해 8월 최초의 정찰위성인 코로나/디스커버러(KH-1)를 발사했다. U-2기를 사용했을 때보다 많은 영상데이터를 제공한 코로나/디스커버러는 길이 1천82m의 필름(무게 9.1kg)을 탑재했으며, 4백27만km2의 면적을 15m의 해상도로 정찰했다. 코로나/디스커버러는 1962년 초 30회 발사를 마지막으로 사라졌다.
그 뒤를 이은 코로나(KH-4)는 1972년까지 활약하며 옛 소련의 대륙간탄도탄기지에 대한 영상을 주로 확보했다(그림 9). 록히드사가 위성체를 설계, 제작하였고 아이텍사가 카메라를 공급하였는데 초기의 카메라해상도는 약 15m였고, 후에는 1.5m의 해상도와 파노라마를 구현하였다. 코로나 시리즈의 하나인 아르곤(KH-5)은 미 육군의 위성지도 작성 계획을 위해 발사됐다. 당시 옛 소련의 미사일이 지하에 배치되기 시작해 옛 소련의 군사동향을 파악할 필요가 있었기 때문이다.
코로나 위성체는 궤도에 있는 동안 일정한 각도로 회전하는 스테레오파노라마 카메라시스템을 이용해 사진을 찍는다. 맨 하단의 필름통에서 흘러나온 필름은 카메라로 이동하고, 영상이 찍힌 필름은 중간의 롤러어셈블리를 거쳐 회수용 필름통에 감긴다. 별도의 회수용 비행체에 들어 있는 회수용 필름통이 꽉 차면 회수용 비행체는 궤도를 떠나 낙하산을 이용해 지상으로 떨어진다. 이때 공군 수송기인 C-119가 공중에서 이를 낚아채 가져온다. 필름은 지상에서 현상한다.
빅버드(KH-9)는 지역조사와 특정지역을 정밀관측했던 미 공군의 주 정찰위성이다. 위성의 무게는 11톤 이상으로, 0.6m의 해상도와 1백30km의 대역폭을 얻을 수 있는 스테레오카메라를 탑재하고 있었다. 이 위성은 태양동기궤도를 돌면서 새로운 미사일기지의 건설 여부, 장착된 미사일의 숫자와 형식 등에 관한 변화를 살폈다. 수명이 7~10일로 짧아 주기적으로 애지너(Agena) 로켓을 발사해 그 수명을 연장시켰다. 1974년 중동에 긴장감이 고조될 때 빅버드는 지대지 미사일인 스커드의 부품을 하역하고 있는 16기의 옛 소련 함정을 촬영했고, 1980년에는 이란과 이라크의 전쟁을 261일 동안 지켜본 다음 그 필름을 보내오기도 했다.
KH-11부터는 CCD를 이용한 전자광학카메라가 동원돼 더 이상 필름을 회수할 필요가 없어졌다. 또 수명을 증가시키기 위해 KH-9가 사용했던 고도보다 훨씬 높은 고도(늘 태양을 볼 수 있는 태양동기궤도)를 이용했다. 표준 궤도는 300×1,000km였으며, 이 시리즈의 마지막 위성은 1996년 5월에 궤도에서 사라졌다. KH-11의 고급형인 최신 정찰위성인 KH-12는 해상도가 15cm에 이르고, 이를 위해 지름이 약 2.4m의 대구경 망원경과 고정밀의 CCD센서를 탑재하고 있다.
래크로스는 첫 번째 고해상도 레이다 영상위성으로 1988년 2월에 우주왕복선 아틀란티스호에 의해 발사됐다. 10㎾의 고출력 레이다를 탑재하고 있는 이 위성은 러시아의 군사동태를 1m의 고해상도영상으로 기후상태나 밤낮의 구분 없이 관측할 수 있다. 데이터는 TDRS 위성을 통해 뉴멕시코 주의 지상국으로 전달한다. 표 3에는 미국의 영상정찰위성이 정리되어 있다.
러시아의 정찰위성은 어떤 우주 프로그램보다 규모가 컸다. 1996년 말까지 러시아는 영상정찰위성을 무려 804회(34회 실패)나 발사했다. 최근 그 발사빈도는 줄고 있지만 경제적인 이유 때문만은 아니다. 수명이 2~3주 밖에 안 되는 3세대 위성에서 2개월~1년의 수명을 갖는 4~5세대 위성으로 전환됐기 때문이다. 그러나 1996년 4세대 정찰위성들이 연이어 실패함으로써 러시아는 1996년 9월 코스모스위성이 사라진 이후 1997년 4월까지 정찰위성을 보유하지 못했다.
1~3세대를 유지해온 러시아의 정찰위성인 제니트는 1962년 4월 코스모스 4호에서부터 시작됐다. 위성체는 보스토크 유인우주선에 기초해 만들어졌다. 마지막 제니트 정찰위성은 1994년 6월에 발사됐다. 그러나 1995년 9월 레수르스 F2라는 이름으로 다시 발사되기 시작했다. 4세대 정밀탐사위성인 얀타르위성은 1974년 12월에 처음 발사됐고, 주기적으로 두개의 필름캡슐을 보냈으며 수명은 6~8주 정도였다. 코메타라고 하는 다른 4세대 위성은 1981년 2월부터 발사되기 시작했고, 주로 지도제작 임무를 수행했다. 이 위성에 실린 KVR-1000 카메라는 0.75m의 높은 해상도를 지녔다.
러시아의 5세대 위성에 대한 공식적인 이름은 아직까지 알려진 바가 없다. 1995년 파리 에어쇼에서 디지털 영상시스템을 탑재한 모델이 선보인 후, 1995년 9월에 발사해 1년 동안 사용했지만 1997년 중반까지 더 이상 발사되지 않았다. 이 밖에도 러시아에는 6~7세대 위성과 세계 전역의 해군시설 등을 탐지하는 원자력 RORSAT 프로그램이 있다.
프랑스는 1985년부터 상업용 지구관측위성인 스폿에 기초해 군사정찰위성의 개발을 시작했다. 미국의 스타워즈에 대비하기 위해 옛 소련이 공격능력을 증진하기 때문에 프랑스도 정보능력을 높일 필요가 있었던 것이다. 프랑스의 첫 정찰위성은 1995년 7월에 발사된 엘리오스(Helios) 1호이며 해상도는 약 1m로 알려져 있다. 1999년 12월에는 엘리오스 1B 위성을 성공적으로 발사하여 현재까지도 운용중에 있는 것으로 알려져 있다. 전자광학과 적외선카메라를 탑재한 해상도 0.5m의 엘리오스 2호는, 2004년 12월에 준비행모델(비행모델과 동일한 사양)을 발사하였으며 현재 비행모델발사를 준비중이다. 그리고 2006년에는 독일과 합작으로 합성개구레이다를 사용하는 시리우스/호러스 위성을 발사했다.
이스라엘은 1995년 4월에 자국에서 개발한 새비트 로켓을 사용해 오펙 3호 위성을 발사했다. 초기에는 시험용 위성으로 알려졌으나 후에 2m의 고해상도 카메라시스템을 탑재한 정찰위성임이 확인됐다. 이어 1997년에 발사한 오펙 4호는 1m의 고해상도영상을 제공할 수 있는 군사정찰위성이었으나 발사에 실패했다. 이에 2002년 5월에는 오펙 5호를 성공적으로 발사하여 운영하였고, 2004년 9월에는 1억 달러 상당의 오펙 6호를 발사하였으나 새비트 발사체의 실패로 위성을 잃었다. 현재는 오펙 7호에 해당하는 전자광학카메라위성과 합성개구레이다위성을 개발 중이며 2006년에 발사하였다.
잠수정을 정찰위성이 못 찾을 수도 있다. 그 해답은 전자광학카메라나 합성개구레이다와 같은 시스템으로는 아직 물속 깊이 있는 물체를 인식할 수 없다는 데 있다. 다만 항구에 정박해 있는 잠수정이 장시간 보이지 않을 때 침투를 의심해 대비할 뿐이다.

## 같이 보기
- 항공정찰
- DSP 위성
- 유럽연합 인공위성 센터
- 국가정찰국